# Josef Sousedík

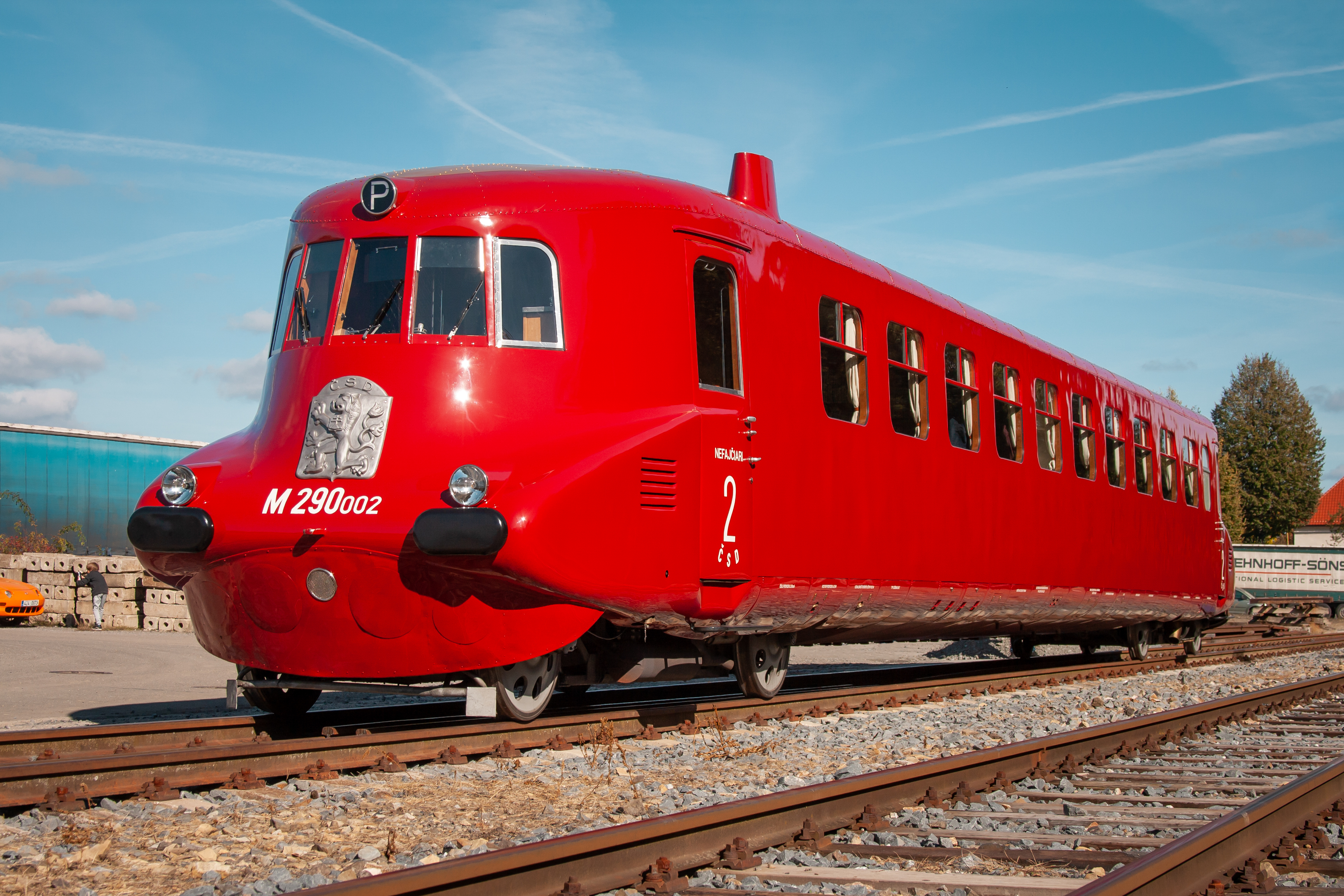
Motorový vůz M 290.002 „Slovenská strela“ po rekonstrukci

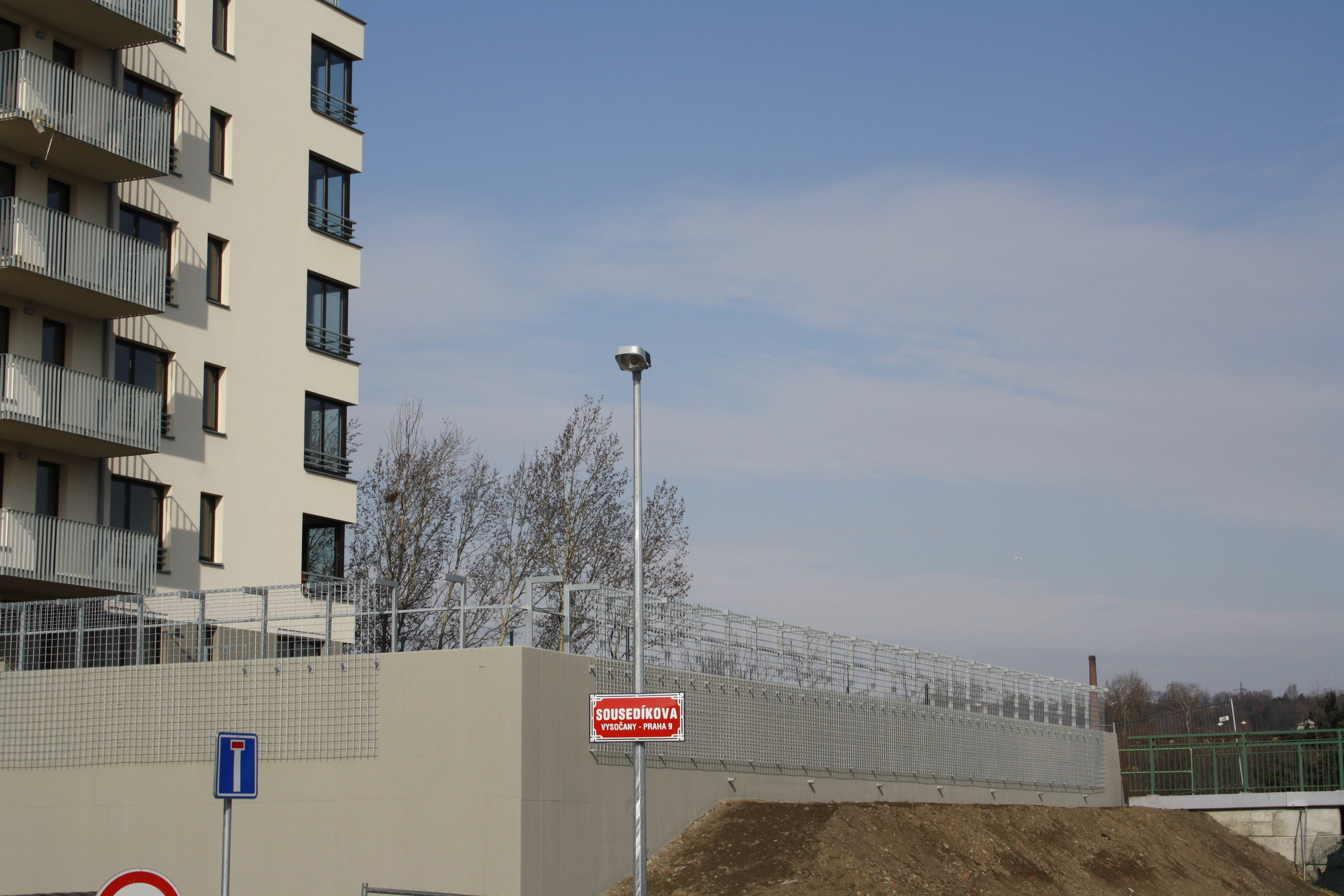
V roce 2011 byla v Praze 9 – Vysočanech po Josefu Sousedíkovi pojmenována ulice v bytovém komplexu

Josef Sousedík (18. prosince 1894 Vsetín – 15. prosince 1944 Vsetín) byl československý podnikatel, odbojář a vynálezce v oboru elektrických strojů.

## Život
Sousedík se narodil ve velmi chudé rodině jako jeden ze sedmi sourozenců. Jeho otec původně psal své příjmení Susedík, pocházel z Valašských Klobouk a byl stolařem v Thonetu Vsetín. Sousedíkova matka v domácnosti. Po dokončení měšťanské školy se vyučil strojním zámečníkem a elektromontérem. V roce 1912 nastoupil do firmy Bartelmus-Donát v Brně, kde pracoval až do vypuknutí 1. světové války a vypracoval se zde až do pozice vedoucího. V srpnu 1914 narukoval do rakouské armády, po skončení války se přihlásil jako dobrovolník do osvobozovacích bojů na Slovensku. Do Vsetína se vrátil v roce 1919.
V roce 1920 otevřel vlastní dílnu na výrobu elektromotorů a dalších strojů podle svých patentů. Dílna se rychle rozrostla na poměrně velký továrenský provoz, který při svém největším rozmachu zaměstnával více než 350 pracovníků. Odmítl nabídku zlínského podnikatele Tomáše Bati na vytvoření společného podniku, a když se později v důsledku hospodářské krize dostal do potíží, získala jeho podnik v roce 1934 v konkursu společnost Ringhoffer-Tatra. Sousedík zde pracoval až do roku 1940 na ředitelském místě. Poté nadále s podnikem spolupracoval, ale v důsledku válečných událostí pouze jako soukromník. Jeho elektrotechnická továrna také sestrojila mnoho komponent motorového vozu řady M 290.0 (tzv. Slovenská strela), mimo jiné pro něj vynalezla unikátní benzinoelektrický systém přenosu energie.
Jeho podnik také dodal i část elektrické výzbroje, převážně motory, pro pražské trolejbusy Tatra 86. Prototyp tohoto trolejbusu byl jedním ze tří, které trolejbusovou dopravu v Praze zahajovaly.
Byl aktivní také v politickém a společenském životě. V letech 1927–1938 byl dvakrát zvolen starostou Vsetína (za vlastní Občanskou stranu) a působil i ve funkci starosty okresu. V letech 1930-31 bylo jeho starostování přerušeno po rozpuštění zastupitelstva, město vedl vládní komisař. Velmi se zasloužil o rozvoj města, během této doby bylo postaveno Masarykovo reálné gymnázium, budova okresního úřadu, městský chudobinec, pošta, spořitelna, živnostenská škola, zrekonstruován mlýn a elektrárna. Město také získalo pobočku brněnské zbrojovky, která se zasloužila o rozvoj průmyslu ve městě. Zároveň byly postaveny dva mosty přes řeku Bečvu a kilometry silnic po celém vsetínském okrese. V roce 1938 prohrál volby a na místě starosty jej vystřídal sociální demokrat[zdroj?] Václav Misárek.
Za 2. světové války byl aktivně zapojen do protinacistického odboje, udržoval styky se skupinou Clay Eva. Byl několikrát zatčen a během výslechu 15. prosince 1944 po potyčce s důstojníkem gestapa zastřelen. Další informace - VIZ : Viktor Kollanda .
Po válce mu prezident Edvard Beneš udělil Válečný kříž in memoriam. Komunistická diktatura se rozhodla Sousedíkův odkaz ignorovat, Sousedíkova rodina musela čelit perzekucím, z budovy okresního úřadu byla sňata pamětní deska referující o Sousedíkových činech.
V roce 1989 byl Sousedík rehabilitován. V letech 2004, 2005 a 2009 předložil Český svaz bojovníků za svobodu spolu se Sousedíkovým synem Tomášem návrh, aby byl Josefu Sousedíkovi udělen Řád Tomáše Garrigua Masaryka za zásluhy o rozvoj demokracie, humanity a lidských práv. V roce 2016 mu byla udělena Medaile Za hrdinství.

## Patenty
Svůj první patent, automatický spouštěč, Sousedík zaregistroval v roce 1920. Celkem je jeho jméno uvedeno u více než 50 patentů z oblasti elektrotechniky a strojírenství, některé z nich byly i patenty světovými. Patřily mezi ně např. letadlo s kolmým startem, elektrické kormidlo pro motorové lodě, pohony kolejových a silničních vozidel, elektrické stroje určené k užití v průmyslu apod. Podílel se na vývoji benzinoelektrického hnacího agregátu pro pohon vozu M 290.0. Dalším vynálezem byl elektromobil s hybridním pohonem, který dosahoval rychlosti 70 km za hodinu.
Sousedík některé své vynálezy ve válečných letech skrýval, aby se nedostaly do služeb nacistických okupantů, další patenty zamýšlel podat až po válce.
Po válce jeho patenty propadly, protože je stát po válce nezaplatil.